# Роже-Васслен, Эдуар
Эдуар Роже-Васслен (фр. Édouard Roger-Vasselin; род. 28 ноября 1983, Женвилье, Франция) — потомственный французский теннисист. Победитель одного турнира Большого шлема в парном разряде (Открытый чемпионат Франции-2014) и одного турнира в миксте (Открытый чемпионат Франции-2024); финалист двух турниров Большого шлема в мужском парном разряде (Уимблдон-2016, -2019) и одного турнира Большого шлема в миксте (Открытый чемпионат США-2022); победитель 28 турниров ATP в парном разряде; бывшая шестая ракетка мира в парном разряде.

## Общая информация
Эдуар — потомственный теннисист: его отец Кристоф (род. 1957) в 1970-е и 1980-е годы также профессионально играл в теннис, входил в Top-30 одиночного рейтинга, выиграл два парных титула на этом уровне и достиг полуфинала Roland Garros 1983 года в одиночном разряде, обыграв в 1/4 финала в трёх сетах первую ракетку мира Джимми Коннорса (поражение в полуфинале от Янника Ноа); его мать — Александрин Вадуен — художник.
Отец и привёл Эдуара в теннис в раннем возрасте. Любимое покрытие француза — трава, лучшие удары — действия у сетки.

## Спортивная карьера

### Начало карьеры
Юниорская карьера Эдуара прошла без особых успехов: несколько участий в соревнованиях старшей группы завершились первым и последним участием в Ролан Гаррос.
В 2001 году началась взрослая карьера Роже-Васслена: француз попробовал свои силы на соревнованиях серии «фьючерс» и «сателлитах». Первые успехи пришли в 2002 году, когда ему он дважды дошёл до титульного матча на «фьючерсах» и один из них смог выиграть. В 2003 году национальная федерация предоставила Эдуару возможность впервые сыграть квалификацию домашнего турнира серии Большого шлема — Эдуар частично оправдал доверие, пройдя раунд, обыграв Йоахима Юханссона. Также он получил на Ролан Гаррос уайлд-кард на участие в парном турнире совместно с Жо-Вильфридом Тсонга, впервые сыграв в основной сетке в АТП-туре. 
С июля 2003 года Роже-Васслен постепенно стал переключаться на турниры серии «челленджер». Серия стабильных результатов, самым крупным из которых был полуфинал на киевском «челленджере», позволила ему подняться в топ-300 одиночного рейтинга по итогам сезона. Через год полуфиналы на турнирах подобных категорий стали всё более регулярными, из-за чего француз всё выше и выше поднимался в рейтинге, по итогам сезона-2004 обеспечив себе место в топ-200. В июле того года он впервые сыграл в основной сетке турнира АТП, попав туда в качестве лаки-лузера на соревновании в Штутгарте. В сентябре Роже-Васслен впервые напрямую прошёл квалификацию на турнире Шанхае, где выиграл один матч. Постепенно привыкнув к новому уровню соперников, Эдуар стал всё более серьёзной силой на подобном уровне — в 2005 году он выиграл свой первый «челленджер» — во французском Монтобане, а через неделю первый парный — в Схевинингене.
Параллельно начали получаться всё более качественные выступления в парных соревнованиях — с 2005 года Эдуар ежегодно несколько раз выходит в титульные матчи на «челленджерах» и периодически побеждает. Сразу совмещать одиночные и парные турниры с максимальной полезностью для обоих разрядов не удаётся, и в 2006 году француз проходит через спад результатов, откинувший его в какой-то момент в третью сотню рейтинга, но решив свои проблемы, Роже-Васслен в 2007 году прорывается в топ-100, записав на свой счёт сразу два выхода в третий раунд турниров Большого шлема (во Франции попав туда благодаря специальному приглашению, а на Уимблдоне пройдя перед этим отбор).
В 2008 году француз не смог сходу быть конкурентоспособным на новом уровне: пережив серию из поражений на ранних стадиях, Эдуар постепенно выходит из кризиса и к концу года закрепляется в середине второй сотни.

### 2009—2014 (победа на Ролан Гаррос в парах)

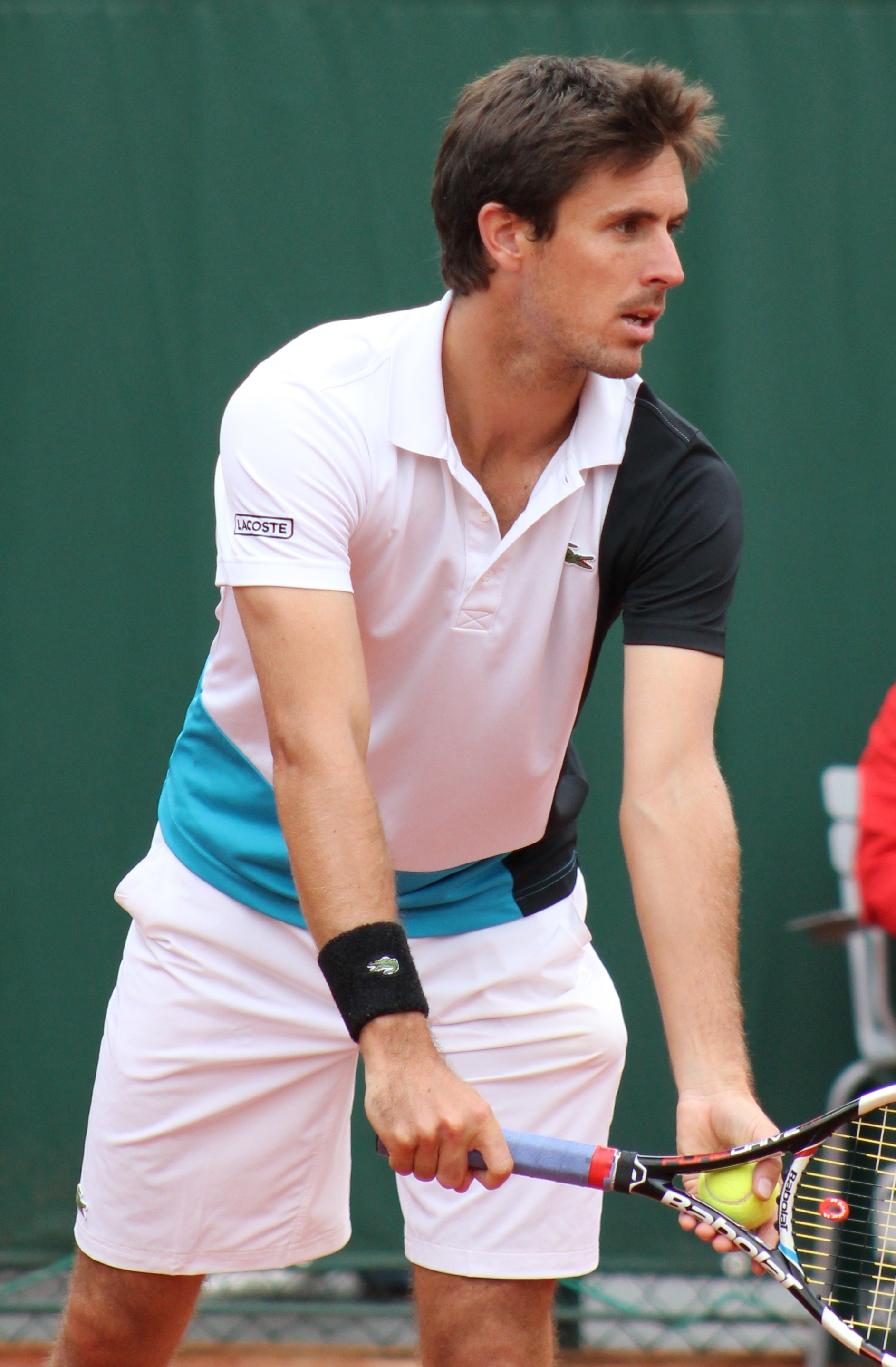
Роже-Васслен на Ролан Гаррос-2013

Следующее улучшение рейтинга было более плавным — француз постепенно собирал себе всё более высокий одиночный рейтинг, периодически выдавая турниры, где на равных сражался и обыгрывал игроков топ-50: в 2009 году в Токио он дошёл до четвертьфинала, выбив из турнира Хуана Мартина дель Потро и Юргена Мельцера. В 2010 году лучшим достижением француза стал выигрыш «челленджера» в Сараево. Постепенно войдя в нужные игровые кондиции Эдуар в предолимпийский сезон-2011/12 выдал ещё одну удачную серию выступлений на «челленджерах» (два титула в одиночках и два в парах), а также периодически доходил до поздних стадий турниров основного тура (четвертьфинал в Ньюпорте в 2011 и Марселе, Хертогенбосе, Москве в 2012). К середине июня француз поднялся на высшую в тогдашней карьере позицию в одиночном рейтинге, став 67-й ракеткой мира.
В 2012 году постоянные успехи на «челленджерах» в парном разряде перетекают и на выступления в соревнованиях основного тура. В феврале 2012 года Эдуар взял дебютные титулы в Мировом туре, выиграв соревнования в Монпелье и Марселе в дуэте с Николя Маю. Летом на Уимблдонском турнире в партнёрстве с Джеймсом Серретани он смог достичь четвертьфинала, а в сентябре с Маю взял третий титул в сезоне в Меце. Благодаря этому Эдуар к октябрю поднялся в топ-40 парной классификации.
Роже-Васслен на некоторое время покинул первую сотню одиночного рейтинга, но постепенно смог наладить свою игру и в феврале 2013 года впервые сыграл в финале соревнования основного тура ассоциации: в Делрей-Бич, где в полуфинале Роже-Васслену удалось пройти Джона Изнера (6-4, 4-6, 6-4), однако в финале он проиграл Эрнесту Гулбису (6-7(3), 3-6). В мае французский теннисист смог выйти в полуфинал турнира в Ницце, где переиграл тогдашнего игрока топ-20 Сэма Куэрри. На Уимблдоне новым партнёром по играм в парном разряде стал Рохан Бопанна, с перспективой дальнейшего сотрудничества и качественного роста результатов. Уже сходу на Уимблдоне интернациональный дуэт выиграл несколько затяжных матчей и добрался до полуфинала, где в пяти партиях уступил братьям Брайанам. Летом Рохан сделал небольшую паузу в выступлениях, а Эдуар попробовал себя в комбинации с Николя Маю и Игорем Сейслингом: сыграв три небольших турнира он на каждом доходил до финала и завоевал два титула. В Цинциннати возобновилось сотрудничество с индийцем. Альянс с относительными успехами доиграл вместе до конца сезона, отметив этот период сотрудничества титулом в Токио и подъёмом Роже-Васслена в топ-20 парного рейтинга, но в 2014 году сотрудничество не продолжил. В одиночном разряде успехи были более скромные, но к концу сезона он смог выйти в четвертьфинал турнира в Москве и затем в полуфинал в Базеле, переиграв Станисласа Вавринку и войдя на время в топ-50 одиночного рейтинга.
После межсезонной паузы удачная серия продолжилась — француз пробился в финал приза в Ченнаи, где уступил Стэну Вавринке со счётом 5-7, 2-6. Этот финал стал вторым и последним в карьере Эдуара в одиночном разряде в рамках Мирового тура. На Открытом чемпионате Австралии он впервые доиграл до третьего раунда. В феврале после выхода в четвертьфинал в Монпелье Роже-Васслен смог поняться на самую высокую в карьере — 35-ю строку в одиночном рейтинге. В парном разряде он начал сотрудничество с соотечественником Жюльеном Беннето и альянс с ним принёс наибольшие успехи Эдуару. Первый совместный титул они взяли в феврале в Марселе. Далее они играли без особых успехов вплоть до Открытого чемпионата Франции, где смогли взять титул домашнего турнира Большого шлема, переиграв в титульном матче испанцев Марселя Гранольерса и Марка Лопеса. Они стали первой мужской парой из Франции с 1984 года, кому удалось победить на Ролан Гаррос. Этот успех позволил Роже-Васслену переместиться в топ-10 парного рейтинга.
| Стадия  | Соперники (посев)                  | Рейтинг   | Счёт           |
| 1 раунд | Беньямин Беккер Лу Яньсюнь         | 346 / 294 | 6- 4-6 6-0     |
| 2 раунд | Маринко Матошевич Алехандро Фалья  | 295 / -   | 1-6 7-5 6-0    |
| 3 раунд | Микаэль Льодра Николя Маю (5)      | 16 / 13   | 2-1 — отказ    |
| 1/4     | Максимо Гонсалес Хуан Монако       | 88 / 297  | 7-5 4-6 7-6(5) |
| 1/2     | Андрей Голубев Сэмюэль Грот        | 236 / 71  | 3-6 6-3 6-4    |
| Финал   | Марсель Гранольерс Марк Лопес (12) | 25 / 29   | 6-3 7-6(1)     |

При подготовке к Уимблдону 2014 года Роже-Васслен вышел в третий раунд и четвертьфинал турниров в Лондоне и Истборне. В паре с Беннето на Уимблдоне смог пройти в 1/4 финала. За подъёмом вновь последовал спад результатов, вызванный в том числе и небольшими проблемами с коленями, из-за которой Эдуар летом взял небольшую паузу в выступлениях, а вернувшись к игре выиграл до конца сезона лишь одну встречу в одиночном разряде, скатившись в рейтинге в конец сотни. В парном разряде с Беннето он смог пробиться в финал турнира серии Мастерс в Шанхае и выйти в полуфинал Итогового соревнования. В парном рейтинге он смог завершить сезон на 7-й позиции.

### 2015—2021 (парная карьера)

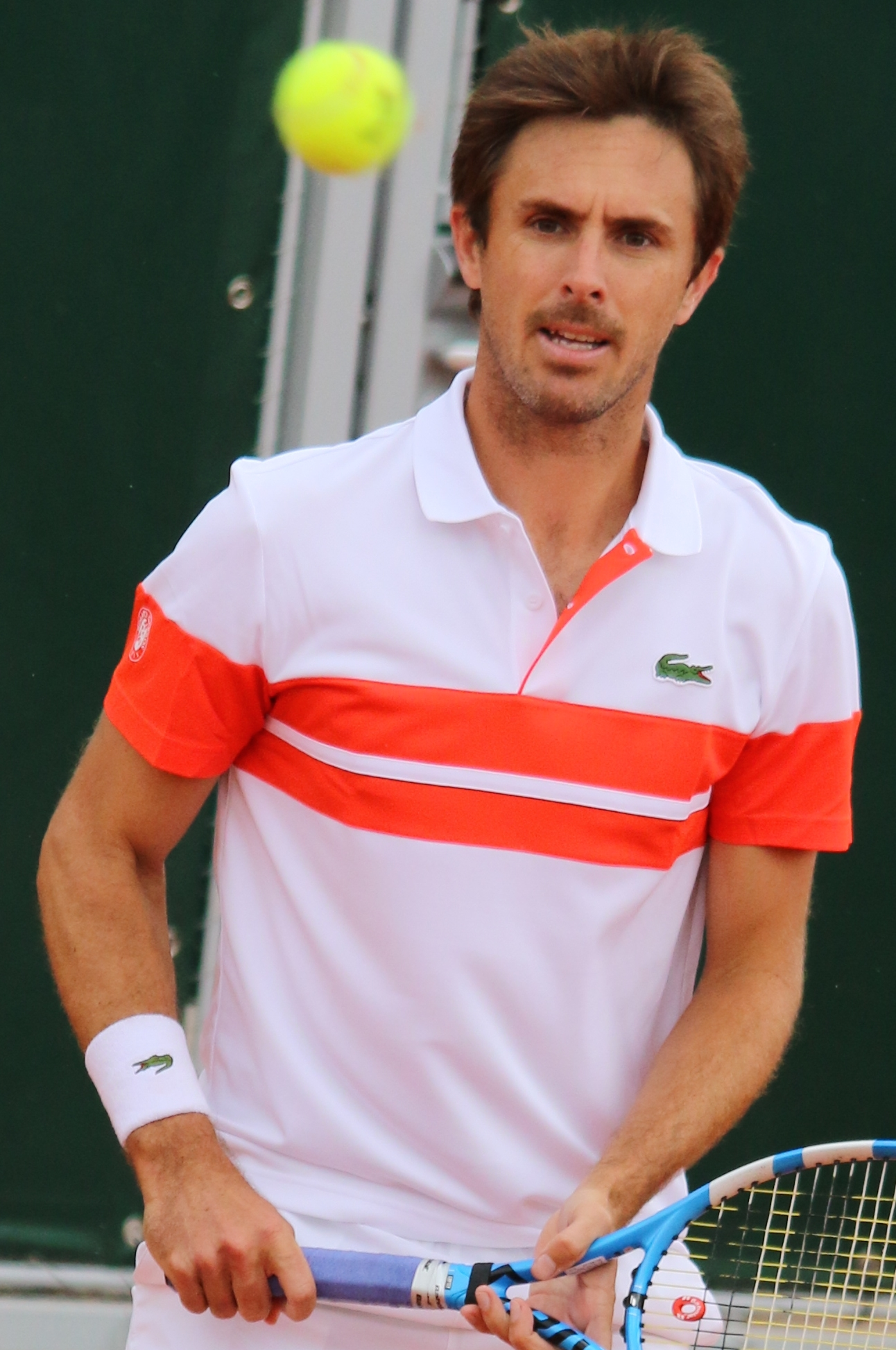
Роже-Васслен на Ролан Гаррос-2019

Наладить игру в одиночном разряде Роже-Васслену не удалось. В 2015 году лучшим результатом для него стал выход в финал на «челленджере» в Ле-Госье. После сезона 2016 года он завершил карьеру теннисиста-одиночника и полностью сконцентрировался на парных выступлениях. Эдуар продолжил играть с Беннето и на Открытом чемпионате Австралии сумел с ним выйти в четвертьфинал. Далее результаты не очень радовали француза, лишь летом 2015 года наладилась игра. В июле в команде с чехом Радеком Штепанеком он смог выиграть турнир в Боготе. Затем уже в партнёрстве с представителем Канады Даниэлем Нестором он добрался до финала Мастерса в Монреале. Далее Нестор и Роже-Васслен уже смогли выиграть парный Мастерс в Цинциннати. Осенью он выиграл один титул на зальном турнире в Меце (с Лукашом Куботом) и достиг финала в Пекине (с Нестором).
В 2016 году Роже-Васслен вновь чаще всего выступал в паре с Беннето. На Ролан Гаррос они смогли выйти в четвертьфинал, а в миксте Эдуар смог пройти в полуфинал в дуэте с Андреей Главачковой. На Уимблдоне Беннето и Роже-Васслен смогли дойти до финала, где разыграли титул с ещё одной французской парой Николя Маю и Пьер-Юг Эрбер. Сильнее оказались их оппоненты, которые победили со счётом 6-4, 7-6(1), 6-3. В июле Эдуар в партнёрстве с Даниэлем Нестором смог выиграть турнир в Вашингтоне, а в октябре они взяли главный приз турнира в Антверпене. Осенью их пара выиграла турнир в Меце.
В первой половине сезона 2017 года лучшим результатом Роже-Васслена стал выход в финала Мастерса в Мадриде в паре с Николя Маю. На Ролан Гаррос совместно с Главачковой ему удалось второй год подряд доиграть до полуфинала в миксте. На Открытом чемпионате США в дуэте с Жюльеном Беннето ему удалось достичь четвертьфинала. На Ролан Гаррос и Открытом чемпионате США 2018 года Роже-Васслен вышел в четвертьфинал в дуэте с Бопанной. В сентябре он выиграл первый титул в сезоне, защитив своё чемпионство на турнире в Меце совместно с Беннето. Затем уже в команде с Маю он стал победителем турнира в Антверпене.
В феврале 2019 года Эдуар вместе с хорватом Иваном Додигом смог выиграть на турнире в Монпелье. Следующий хороший результат их пары был на Мастерсе в Майами, где они достигли полуфинала. В мае они выиграли турнир в Лионе. Но после поражения в первом раунде Открытого чемпионата Франции, пара прекратила выступления вместе. 
На Уимблдон 2019 года Роже-Васслен заявился с Николя Маю. Они смогли дойти до финала турнира, переиграв по ходу братьев Брайанов, Лукаша Кубота и Марсело Мело, а также своего бывшего партнёра Ивана Додига и Филипа Полашека. В финале они проиграли в драматичном матче колумбийской паре Хуан-Себастьян Кабаль и Роберт Фара — 7-6(5), 6-7(5), 6-7(6), 7-6(5), 3-6. Следующий успех к паре пришёл только в сентябре на домашнем турнире в Меце, где они дошли до финала. В октябре они взяли титул на турнире в Токио. Конец сезона Роже-Васслен доигрывал с другими партнёрами. Успешным для него стал турнир в Стокгольме, который он выиграл с Хенри Континеном, завоевав свой 20-й титул за карьеру в основном туре.
В 2020 году постоянным партнёром француза стал австриец Юрген Мельцер. С ним он смог выиграть один турнир в октябре в Санкт-Петербурге. В ноябре они достигли финала в Софии, но не сыграли его, снявшись с соревнований. На Итоговом турнире пара Мельцер и Роже-Васслен смогла выйти в финал, где в они проиграли Уэсли Колхофу и Николе Мектичу — 2-6, 6-3, [5-10].

## Рейтинг на конец года
| Год  | Одиночный рейтинг | Парный рейтинг |
| 2024 |                   | 40             |
| 2023 |                   | 11             |
| 2022 |                   | 32             |
| 2021 |                   | 42             |
| 2020 |                   | 15             |
| 2019 |                   | 16             |
| 2018 |                   | 24             |
| 2017 |                   | 26             |
| 2016 | 293               | 17             |
| 2015 | 123               | 17             |
| 2014 | 87                | 7              |
| 2013 | 52                | 17             |
| 2012 | 102               | 43             |
| 2011 | 106               | 133            |
| 2010 | 124               | 98             |
| 2009 | 153               | 170            |
| 2008 | 166               | 219            |
| 2007 | 97                | 293            |
| 2006 | 252               | 291            |
| 2005 | 189               | 191            |
| 2004 | 197               | 320            |
| 2003 | 300               | 324            |
| 2002 | 421               | 868            |

По данным официального сайта ATP на последнюю неделю года.

## Выступления на турнирах

### Финалы турнировATPв одиночном разряде (2)

#### Поражения (2)
| Титулы                          |
| ------------------------------- |
| Турниры Большого шлема (0+1+1)* |
| Олимпиада (0)                   |
| Итоговый турнир ATP (0)         |
| Мастерс (0+3)                   |
| АТР 500 (0+5)                   |
| АТР 250 (0+19)                  |

| Титулы по покрытиям | Титулы по месту проведения матчей турнира |
| ------------------- | ----------------------------------------- |
| Хард (0+25)*        | Зал (0+17)                                |
| Грунт (0+2+1)       | Зал (0+17)                                |
| Трава (0+1)         | Открытый воздух (0+11+1)                  |
| Ковёр (0)           | Открытый воздух (0+11+1)                  |

* количество побед в одиночном разряде + количество побед в парном разряде + количество побед в миксте.
| №  | Дата          | Турнир          | Покрытие | Соперник в финале  | Счёт       |
| 1. | 3 марта 2013  | Делрей-Бич, США | Хард     | Эрнест Гулбис      | 6-7(3) 3-6 |
| 2. | 5 января 2014 | Ченнаи, Индия   | Хард     | Станислас Вавринка | 5-7 2-6    |

### Финалы челленджеров и фьючерсов в одиночном разряде (16)

#### Победы (7)
| Условные обозначения |
| Челленджеры (4+16)*  |
| Фьючерсы (3+3)       |

| Титулы по покрытиям | Титулы по месту проведения матчей турнира |
| ------------------- | ----------------------------------------- |
| Хард (4+11)*        | Зал (2+8)                                 |
| Грунт (3+7)         | Зал (2+8)                                 |
| Трава (0+1)         | Открытый воздух (5+11)                    |
| Ковёр (0)           | Открытый воздух (5+11)                    |

* количество побед в одиночном разряде + количество побед в парном разряде.
| №  | Дата             | Турнир                        | Покрытие   | Соперник в финале | Счёт                   |
| 1. | 28 июля 2002     | Копенгаген, Дания             | Грунт      | Андрей Черкасов   | 6-2 6-3                |
| 2. | 19 июня 2005     | Блуа, Франция                 | Грунт      | Николя Ренаван    | 4-6 6-4 6-2            |
| 3. | 3 июля 2005      | Монтобан, Франция             | Грунт      | Роко Каранушич    | 6-4 6-4                |
| 4. | 8 октября 2006   | Невер, Франция                | Хард (зал) | Михаэль Ламмер    | 4-6 6-2 6-2            |
| 5. | 14 марта 2010    | Сараево, Босния и Герцеговина | Хард (зал) | Кароль Бек        | 6-7(5) 6-3 1-0 — отказ |
| 6. | 17 июля 2011     | Гранби, Канада                | Хард       | Маттиас Бахингер  | 7-6(9) 4-6 6-1         |
| 7. | 11 сентября 2011 | Сен-Реми-де-Прованс, Франция  | Хард       | Арно Клеман       | 6-4 6-3                |

#### Поражения (9)
| №  | Дата             | Турнир                       | Покрытие   | Соперник в финале  | Счёт              |
| 1. | 4 августа 2002   | Пярну, Эстония               | Грунт      | Сандер Хоммель     | 5-7 6-3 4-6       |
| 2. | 13 августа 2006  | Санкт-Петербург, Россия      | Грунт      | Давид Гес          | 0-6 2-6           |
| 3. | 19 августа 2006  | Самарканд, Узбекистан        | Грунт      | Янко Типсаревич    | 3-6 2-6           |
| 4. | 15 октября 2006  | Сен-Дизье, Франция           | Хард (зал) | Лоран Рекудер      | 5-7 3-6           |
| 5. | 25 февраля 2007  | Безансон, Франция            | Хард (зал) | Эрнест Гулбис      | 4-6 6-3 4-6       |
| 6. | 5 октября 2008   | Монс, Бельгия                | Хард (зал) | Теймураз Габашвили | 4-6 4-6           |
| 7. | 25 июля 2010     | Орбетелло, Италия            | Грунт      | Пабло Андухар      | 4-6 3-6           |
| 8. | 12 сентября 2010 | Сен-Реми-де-Прованс, Франция | Хард       | Ежи Янович         | 6-3 6-7(8) 6-7(6) |
| 9. | 5 апреля 2015    | Ле-Госье, Франция            | Хард       | Рубен Бемельманс   | 6-7(6) 3-6        |

### Финалы турниров Большого шлема в парном разряде (3)

#### Победа (1)
| №  | Год  | Турнир                     | Покрытие | Партнёр        | Соперники в финале            | Счёт       |
| 1. | 2014 | Открытый чемпионат Франции | Грунт    | Жюльен Беннето | Марсель Гранольерс Марк Лопес | 6-3 7-6(1) |

#### Поражения (2)
| №  | Год  | Турнир       | Покрытие | Партнёр        | Соперники в финале                | Счёт                            |
| 1. | 2016 | Уимблдон     | Трава    | Жюльен Беннето | Николя Маю Пьер-Юг Эрбер          | 4-6 6-7(1) 3-6                  |
| 2. | 2019 | Уимблдон (2) | Трава    | Николя Маю     | Хуан Себастьян Кабаль Роберт Фара | 7-6(5) 6-7(5) 6-7(6) 7-6(5) 3-6 |

### Финалы Итогового турнираATPв парном разряде (1)

#### Поражение (1)
| №  | Год  | Турнир                 | Покрытие   | Партнёр       | Соперники в финале         | Счёт           |
| 1. | 2020 | Лондон, Великобритания | Хард (зал) | Юрген Мельцер | Уэсли Колхоф Никола Мектич | 2-6 6-3 [5-10] |

### Финалы турниров ATP в парном разряде (47)

#### Победы (28)
| №   | Дата             | Турнир                     | Покрытие   | Партнёр           | Соперники в финале                  | Счёт                 |
| 1.  | 5 февраля 2012   | Монпелье, Франция          | Хард (зал) | Николя Маю        | Джейми Маррей Пол Хенли             | 6-4 7-6(4)           |
| 2.  | 26 февраля 2012  | Марсель, Франция           | Хард (зал) | Николя Маю        | Дастин Браун Жо-Вильфрид Тсонга     | 3-6 6-3 [10-6]       |
| 3.  | 22 сентября 2012 | Мец, Франция               | Хард (зал) | Николя Маю        | Юхан Брунстрём Фредерик Нильсен     | 7-6(3) 6-4           |
| 4.  | 15 июля 2013     | Ньюпорт, США               | Трава      | Николя Маю        | Тим Смычек Райн Уильямс             | 6-7(4) 6-2 [10-5]    |
| 5.  | 28 июля 2013     | Атланта, США               | Хард       | Игорь Сейслинг    | Джонатан Маррей Колин Флеминг       | 7-6(6) 6-3           |
| 6.  | 6 октября 2013   | Токио, Япония              | Хард       | Рохан Бопанна     | Джейми Маррей Джон Пирс             | 7-6(5) 6-4           |
| 7.  | 23 февраля 2014  | Марсель, Франция (2)       | Хард (зал) | Жюльен Беннето    | Джонатан Маррей Пол Хенли           | 4-6 7-6(6) [13-11]   |
| 8.  | 7 июня 2014      | Открытый чемпионат Франции | Грунт      | Жюльен Беннето    | Марсель Гранольерс Марк Лопес       | 6-3 7-6(1)           |
| 9.  | 26 июля 2015     | Богота, Колумбия           | Хард       | Радек Штепанек    | Майкл Винус Мате Павич              | 7-5 6-3              |
| 10. | 23 августа 2015  | Цинциннати, США            | Хард       | Даниэль Нестор    | Ненад Зимонич Марцин Матковский     | 6-2 6-2              |
| 11. | 27 сентября 2015 | Мец, Франция (2)           | Хард (зал) | Лукаш Кубот       | Николя Маю Пьер-Юг Эрбер            | 2-6 6-3 [10-7]       |
| 12. | 24 июля 2016     | Вашингтон, США             | Хард       | Даниэль Нестор    | Лукаш Кубот Александр Пейя          | 7-6(3) 7-6(4)        |
| 13. | 23 октября 2016  | Антверпен, Бельгия         | Хард (зал) | Даниэль Нестор    | Николя Маю Пьер-Юг Эрбер            | 6-4 6-4              |
| 14. | 24 сентября 2017 | Мец, Франция (3)           | Хард (зал) | Жюльен Беннето    | Уэсли Колхоф Артём Ситак            | 7-5 6-3              |
| 15. | 23 сентября 2018 | Мец, Франция (4)           | Хард (зал) | Николя Маю        | Кен Скупски Нил Скупски             | 6-1 7-5              |
| 16. | 21 октября 2018  | Антверпен, Бельгия (2)     | Хард (зал) | Николя Маю        | Сантьяго Гонсалес Марсело Демолинер | 6-4 7-5              |
| 17. | 10 февраля 2019  | Монпелье, Франция (2)      | Хард (зал) | Иван Додиг        | Бенжамен Бонзи Антуан Оан           | 6-4 6-3              |
| 18. | 25 мая 2019      | Лион, Франция              | Грунт      | Иван Додиг        | Кен Скупски Нил Скупски             | 6-4 6-3              |
| 19. | 6 октября 2019   | Токио, Япония (2)          | Хард (зал) | Николя Маю        | Никола Мектич Франко Шкугор         | 7-6(7) 6-4           |
| 20  | 20 октября 2019  | Стокгольм, Швеция          | Хард (зал) | Хенри Континен    | Мате Павич Бруно Соарес             | 6-4 6-2              |
| 21. | 18 октября 2020  | Санкт-Петербург, Россия    | Хард (зал) | Юрген Мельцер     | Марсело Демолинер Матве Мидделкоп   | 6-2 7-6(4)           |
| 22. | 28 февраля 2021  | Монпелье, Франция (3)      | Хард (зал) | Хенри Континен    | Андрей Василевский Йонатан Эрлих    | 6-2 7-5              |
| 23. | 16 октября 2022  | Флоренция, Италия          | Хард (зал) | Николя Маю        | Иван Додиг Остин Крайчек            | 7-6(4) 6-3           |
| 24. | 26 февраля 2023  | Марсель, Франция (3)       | Хард (зал) | Сантьяго Гонсалес | Фабрис Мартен Николя Маю            | 4-6 7-6(4) [10-7]    |
| 25. | 1 апреля 2023    | Майами, США                | Хард       | Сантьяго Гонсалес | Остин Крайчек Николя Маю            | 7-6(4) 7-5           |
| 26. | 5 августа 2023   | Кабо-Сан-Лукас, Мексика    | Хард       | Сантьяго Гонсалес | Доминик Кёпфер Эндрю Харрис         | 6-4 7-5              |
| 27. | 29 октября 2023  | Базель, Швейцария          | Хард (зал) | Сантьяго Гонсалес | Ян Зелиньский Юго Нис               | 6-7(8) 7-6(3) [10-1] |
| 28. | 5 ноября 2023    | Париж, Франция             | Хард (зал) | Сантьяго Гонсалес | Рохан Бопанна Мэттью Эбден          | 6-2 5-7 [10-7]       |

#### Поражения (19)
| №   | Дата             | Турнир                 | Покрытие   | Партнёр           | Соперники в финале                 | Счёт                            |
| 1.  | 21 июля 2013     | Богота, Колумбия       | Хард       | Игорь Сейслинг    | Пурав Раджа Дивидж Шаран           | 6-7(4) 6-7(3)                   |
| 2.  | 12 октября 2014  | Шанхай, Китай          | Хард       | Жюльен Беннето    | Боб Брайан Майк Брайан             | 3-6 6-7(3)                      |
| 3.  | 16 августа 2015  | Монреаль, Канада       | Хард       | Даниэль Нестор    | Боб Брайан Майк Брайан             | 6-7(5) 6-3 [6-10]               |
| 4.  | 11 октября 2015  | Пекин, Китай           | Хард       | Даниэль Нестор    | Вашек Поспишил Джек Сок            | 6-3 3-6 [6-10]                  |
| 5.  | 9 июля 2016      | Уимблдон               | Трава      | Жюльен Беннето    | Николя Маю Пьер-Юг Эрбер           | 4-6 6-7(1) 3-6                  |
| 6.  | 14 мая 2017      | Мадрид, Испания        | Грунт      | Николя Маю        | Лукаш Кубот Марсело Мело           | 5-7 3-6                         |
| 7.  | 25 июня 2017     | Лондон, Великобритания | Трава      | Жюльен Беннето    | Джейми Маррей Бруно Соарес         | 2-6 3-6                         |
| 8.  | 29 октября 2017  | Базель, Швейцария      | Хард (зал) | Фабрис Мартен     | Марсель Гранольерс Иван Додиг      | 5-7 6-7(6)                      |
| 9.  | 14 апреля 2018   | Марракеш, Марокко      | Грунт      | Бенуа Пер         | Никола Мектич Александр Пейя       | 5-7 6-3 [7-10]                  |
| 10. | 5 августа 2018   | Вашингтон, США         | Хард       | Майк Брайан       | Джейми Маррей Бруно Соарес         | 6-3 3-6 [4-10]                  |
| 11. | 28 октября 2018  | Вена, Австрия          | Хард (зал) | Майк Брайан       | Нил Скупски Джо Солсбери           | 6-7(5) 3-6                      |
| 12. | 13 июля 2019     | Уимблдон (2)           | Трава      | Николя Маю        | Хуан Себастьян Кабаль Роберт Фара  | 7-6(5) 6-7(5) 6-7(6) 7-6(5) 3-6 |
| 13. | 22 сентября 2019 | Мец, Франция           | Хард (зал) | Николя Маю        | Роберт Линдстедт Ян-Леннард Штруфф | 6-2 6-7(1) [4-10]               |
| 14. | 14 ноября 2020   | София, Болгария        | Хард (зал) | Юрген Мельцер     | Джейми Маррей Нил Скупски          | Без игры                        |
| 15. | 22 ноября 2020   | Итоговый турнир ATP    | Хард (зал) | Юрген Мельцер     | Уэсли Колхоф Никола Мектич         | 2-6 6-3 [5-10]                  |
| 16. | 19 марта 2022    | Индиан-Уэлс, США       | Хард       | Сантьяго Гонсалес | Джон Изнер Джек Сок                | 6-7(4) 3-6                      |
| 17. | 30 октября 2022  | Базель, Швейцария (2)  | Хард (зал) | Николя Маю        | Иван Додиг Остин Крайчек           | 4-6 6-7(5)                      |
| 18. | 21 июля 2024     | Гамбург, Германия      | Грунт      | Фабьен Ребуль     | Кевин Кравиц Тим Пюц               | 6-7(8) 2-6                      |
| 19. | 5 апреля 2025    | Марракеш, Марокко (2)  | Грунт      | Юго Нис           | Петр Ноуза Патрик Рикл             | 3-6 4-6                         |

### Финалы челленджеров и фьючерсов в парном разряде (36)

#### Победы (19)
| №   | Дата             | Турнир                        | Покрытие    | Партнёр          | Соперники в финале                | Счёт                 |
| 1.  | 12 января 2003   | Грас, Франция                 | Грунт (зал) | Николя Маю       | Тьерри Асьон Жером Энель          | 6-3 1-6 6-2          |
| 2.  | 19 января 2003   | Анже, Франция                 | Грунт (зал) | Николя Маю       | Клеман Морель Лоран Рекудер       | 6-1 7-6(0)           |
| 3.  | 6 апреля 2003    | Сен-Бриё, Франция             | Грунт (зал) | Фабрис Бетанкур  | Роман Валан Михаэль Ламмер        | Без игры             |
| 4.  | 10 июля 2005     | Схевининген, Нидерланды       | Грунт       | Жюльен Беннето   | Кристоф Влиген Стив Дарси         | 5-7 7-5 7-6(5)       |
| 5.  | 24 июля 2005     | Тампере, Финляндия            | Грунт       | Марк Жикель      | Филип Урбан Адам Хадай            | 6-4 4-6 6-1          |
| 6.  | 30 июля 2006     | Тампере, Финляндия            | Грунт       | Тьерри Асьон     | Теро Вилен Лаури Киски            | 5-7 6-2 [12-10]      |
| 7.  | 8 июня 2008      | Сербитон, Великобритания      | Трава       | Арно Клеман      | Харел Леви Джим Томас             | 7-6(4) 6-7(3) [10-7] |
| 8.  | 8 марта 2009     | Шербур-Октевиль, Франция      | Хард (зал)  | Арно Клеман      | Мартин Сланар Мартин Фишер        | 4-6 6-2 [10-3]       |
| 9.  | 9 августа 2009   | Сеговия, Испания              | Хард        | Николя Маю       | Ловро Зовко Сергей Стаховский     | 6-7(4) 6-3 [10-8]    |
| 10. | 9 января 2010    | Нумеа, Франция                | Хард        | Николя Девильде  | Симоне Ваньоцци Флавио Чиполла    | 5-7 6-2 [10-8]       |
| 11. | 7 марта 2010     | Шербур-Октевиль, Франция      | Хард (зал)  | Николя Маю       | Харш Манкад Адиль Шамасдин        | 6-2 6-4              |
| 12. | 14 марта 2010    | Сараево, Босния и Герцеговина | Хард (зал)  | Николя Маю       | Иван Додиг Лукаш Росол            | 7-6(6) 6-7(7) [10-5] |
| 13. | 16 мая 2010      | Бордо, Франция                | Грунт       | Николя Маю       | Кароль Бек Леош Фридль            | 5-7 6-3 [10-7]       |
| 14. | 12 сентября 2010 | Сен-Реми-де-Прованс, Франция  | Хард        | Жиль Мюллер      | Денис Павлов Андис Юшка           | 6-0 2-6 [13-11]      |
| 15. | 17 июля 2011     | Гранби, Канада                | Хард        | Кароль Бек       | Маттиас Бахингер Франк Мозер      | 6-1 6-3              |
| 16. | 11 сентября 2011 | Сен-Реми-де-Прованс, Франция  | Хард        | Пьер-Юг Эрбер    | Арно Клеман Николя Ренаван        | 6-0 4-6 [10-7]       |
| 17. | 9 января 2016    | Нумеа, Франция                | Хард        | Жюльен Беннето   | Грегуар Баррер Тристан Ламасин    | 7-6(4) 3-6 [10-5]    |
| 18. | 13 ноября 2016   | Муйрон-ле-Каптиф, Франция     | Хард (зал)  | Жонатан Эйссерик | Юхан Брунстрём Андреас Сильестрём | 6-7(1) 7-6(3) [11-9] |
| 19. | 2 октября 2022   | Орлеан, Франция               | Хард (зал)  | Николя Маю       | Михаэль Гертс Скандер Мансури     | 6-2 6-4              |

#### Поражения (16)
| №   | Дата            | Турнир                   | Покрытие    | Партнёр            | Соперники в финале                                | Счёт            |
| 1.  | 16 марта 2003   | Мессина, Италия          | Грунт       | Фабрис Бетанкур    | Борис Пашански Иван Сыров                         | 6-7(4) 4-6      |
| 2.  | 30 марта 2003   | Мессина, Италия          | Грунт       | Стефано Коболли    | Даниэль Кёллерер Алессандро Мотти                 | 1-6 0-5 — отказ |
| 3.  | 27 апреля 2003  | Хоэнбрунн, Германия      | Грунт       | Жо-Вильфрид Тсонга | Роберт Линдстедт Фредрик Ловен                    | 4-6 1-6         |
| 4.  | 29 июня 2003    | Тулон, Франция           | Грунт       | Пьеррик Исерн      | Бриан Дабул Густаво Макаччо                       | 4-6 6-7(4)      |
| 5.  | 26 октября 2003 | Ла-Рош-сюр-Йон, Франция  | Хард (зал)  | Лоран Рекудер      | Марк Жикель Жан-Батист Перлан                     | 2-6 0-6         |
| 6.  | 17 января 2004  | Дубай, ОАЭ               | Хард        | Жюльен Жанпьер     | Иво Клец Ярослав Левинский                        | 4-6 5-7         |
| 7.  | 14 марта 2004   | Лилль, Франция           | Хард (зал)  | Марк Жикель        | Жан-Франсуа Башло Жан-Мишель Пикери               | 6-7(4) 3-6      |
| 8.  | 9 июля 2006     | Монтобан, Франция        | Грунт       | Марк Жикель        | Адриан Гарсия Пабло Куэвас                        | 3-6 6-4 [8-10]  |
| 9.  | 16 июля 2006    | Схевининген, Нидерланды  | Грунт       | Жюльен Беннето     | Гильермо Гарсия Лопес Сальвадор Наварро Гутьеррес | 4-6 6-0 [9-11]  |
| 10. | 13 августа 2006 | Санкт-Петербург, Россия  | Грунт       | Давид Гес          | Мурад Иноятов Денис Истомин                       | 6-4 4-6 [5-10]  |
| 11. | 7 января 2007   | Нумеа, Франция           | Хард        | Тьерри Асьон       | Алекс Кузнецов Филлип Симмондс                    | 6-7(5) 3-6      |
| 12. | 4 февраля 2007  | Фёшероль, Франция        | Хард (зал)  | Людвиг Пельрин     | Адриан Маннарино Жослан Уанна                     | 4-6 5-7         |
| 13. | 6 марта 2011    | Шербур-Октевиль, Франция | Хард (зал)  | Николя Маю         | Николя Ренаван Пьер-Юг Эрбер                      | 6-3 4-6 [5-10]  |
| 14. | 9 октября 2011  | Монс, Бельгия            | Хард (зал)  | Кенни де Схеппер   | Юхан Брунстрём Кен Скупски                        | 6-7(4) 3-6      |
| 15. | 16 октября 2011 | Ренн, Франция            | Ковёр (зал) | Кенни де Схеппер   | Андреас Сильестрём Мартин Эммрих                  | 4-6 4-6         |
| 16. | 7 октября 2012  | Монс, Бельгия            | Хард (зал)  | Микаэль Льодра     | Томаш Беднарек Ежи Янович                         | 5-7 6-4 [2-10]  |

#### Не сыгранные финалы (1)
| №  | Дата           | Турнир         | Покрытие | Партнёр      | Соперники в финале |
| 1. | 11 января 2009 | Нумеа, Франция | Хард     | Тьерри Асьон | н/д                |

### Финалы турниров Большого шлема в смешанном парном разряде (2)

#### Победа (1)
| №  | Год  | Турнир                     | Покрытие | Партнёр        | Соперники в финале         | Счёт    |
| 1. | 2024 | Открытый чемпионат Франции | Грунт    | Лаура Зигемунд | Дезире Кравчик Нил Скупски | 6-4 7-5 |

#### Поражение (1)
| №  | Год  | Турнир                 | Покрытие | Партнёр          | Соперники в финале      | Счёт           |
| 1. | 2022 | Открытый чемпионат США | Хард     | Кирстен Флипкенс | Сторм Сандерс Джон Пирс | 6-4 4-6 [7-10] |

### Финалы показательных турниров в смешанном парном разряде (1)

#### Поражение (1)
| №  | Год  | Турнир           | Покрытие | Партнёр        | Соперники в финале        | Счёт    |
| 1. | 2024 | Индиан-Уэлс, США | Хард     | Каролин Гарсия | Сторм Хантер Мэттью Эбден | 3-6 3-6 |

## История выступлений на турнирах
По состоянию на 8 апреля 2024 года
Для того, чтобы предотвратить неразбериху и удваивание счета, информация в этой таблице корректируется только по окончании турнира или по окончании участия там данного игрока.
| Турнир                       | 2004  | 2005  | 2007  | 2008  | 2009  | 2010  | 2011  | 2012  | 2013  | 2014  | 2015  | 2016  | 2017  | 2018  | 2019  | 2020  | 2021  | 2022  | 2023  | 2024  | Итог   | В/П за карьеру |
| ---------------------------- | ----- | ----- | ----- | ----- | ----- | ----- | ----- | ----- | ----- | ----- | ----- | ----- | ----- | ----- | ----- | ----- | ----- | ----- | ----- | ----- | ------ | -------------- |
| Турниры Большого шлема       |       |       |       |       |       |       |       |       |       |       |       |       |       |       |       |       |       |       |       |       |        |                |
| Открытый чемпионат Австралии | -     | -     | -     | 2Р    | -     | -     | 1Р    | -     | 3Р    | 3Р    | 1/4   | 1Р    | 2Р    | 3Р    | 2Р    | 2Р    | 1Р    | 1Р    | 2Р    | 2Р    | 0 / 14 | 15-14          |
| Открытый чемпионат Франции   | 2Р    | 2Р    | 1Р    | 1Р    | 1Р    | 2Р    | 1Р    | 2Р    | 2Р    | П     | 2Р    | 1/4   | 2Р    | 1/4   | 1Р    | 3Р    | 1Р    | 2Р    | 3Р    |       | 1 / 20 | 25-19          |
| Уимблдонский турнир          | -     | -     | -     | -     | -     | -     | -     | 1/4   | 1/2   | 1/4   | 2Р    | Ф     | 2Р    | 2Р    | Ф     | НП    | 2Р    | 1/4   | 3Р    |       | 0 / 11 | 28-11          |
| Открытый чемпионат США       | -     | -     | 1Р    | -     | -     | -     | -     | 2Р    | 3Р    | 1Р    | 3Р    | 1Р    | 1/4   | 1/4   | 2Р    | 1Р    | -     | 1Р    | 3Р    |       | 0 / 12 | 14-12          |
| Итог                         | 0 / 1 | 0 / 1 | 0 / 2 | 0 / 2 | 0 / 1 | 0 / 1 | 0 / 2 | 0 / 3 | 0 / 4 | 1 / 4 | 0 / 4 | 0 / 4 | 0 / 4 | 0 / 4 | 0 / 4 | 0 / 3 | 0 / 3 | 0 / 4 | 0 / 4 | 0 / 1 | 1 / 57 |                |
| В/П в сезоне                 | 1-1   | 1-1   | 0-2   | 1-2   | 0-1   | 1-1   | 0-2   | 5-3   | 9-4   | 11-3  | 8-4   | 8-4   | 6-4   | 9-4   | 7-4   | 3-3   | 1-3   | 3-4   | 7-4   | 1-1   |        | 82-56          |
| Итоговые турниры             |       |       |       |       |       |       |       |       |       |       |       |       |       |       |       |       |       |       |       |       |        |                |
| Итоговый турнир ATP          | -     | -     | -     | -     | -     | -     | -     | -     | -     | 1/2   | -     | -     | -     | -     | -     | Ф     | -     | -     | 1/2   |       | 0 / 3  | 7-6            |